# Игнашевская (Шенкурский район)
Игнашевская — деревня в Шенкурском районе Архангельской области. Входит в состав муниципального образования «Шеговарское».

## География
Деревня расположена в южной части Архангельской области, в таёжной зоне, в пределах северной части Русской равнины, в 31 километрах на север от города Шенкурска, на правом берегу реки Ледь, притока Вага. Ближайшие населённые пункты: на северо-востоке деревни Красковская, Коромысловская, Фадеевская.
Часовой пояс
Игнашевская, как и вся Архангельская область, находится в часовой зоне МСК (московское время). Смещение применяемого времени относительно UTC составляет +3:00.

## Население
| 2002 | 2010 | 2012 |
| ---- | ---- | ---- |
| 7    | →7   | →7   |

## История
Указана в «Списке населённых мест по сведениям 1859 года» в составе 2-го стана Шенкурского уезда Архангельской губернии под номером «2368» как «Игнашевская(Кена)». Насчитывала 5 дворов, 14 жителей мужского пола и 23 женского.
На 1 мая 1922 года в поселении 10 дворов, 19 мужчин и 42 женщины. В административном отношении деревня входила в состав Предтеченского сельского общества Предтеченской волости.